# Churches of Christ in Christian Union
The Churches of Christ in Christian Union (CCCU) är ett kristet trossamfund i USA tillhörande Christian Holiness Partnership.
1952 anslöt sig Reformed Methodist Church till CCCU.